# Romeo e Giulietta (film 1908)
Romeo e Giulietta è un cortometraggio del 1908 diretto da Mario Caserini tratto dall'omonima tragedia di William Shakespeare.

## Distribuzione
- Bulgaria: come "Ромео и Жулиета"
- Italia: 1908, come "Romeo e Giulietta" o anche come "Giulietta e Romeo"
- USA: 6 aprile 1908, come "Romeo and Juliet"
- Danimarca: 24 aprile 1908, come "Romeo og Julie"
- Francia: giugno 1908, come "Roméo et Juliette"
- Germania: come "Romeo und Julia"